# دراما (ألبوم)
دراما (بالانجليزية: Drama) هي الأسطوانة المطولة (EP) الرابعة لفرقة الفتيات الكورية الجنوبية ايسبا. تم إصدارها في 10 نوفمبر 2023، ويحتوي على ستة أغاني بما في ذلك الأغنية الرئيسية التي تحمل نفس اسم الألبوم. احتل المركز الثالث على مخطط ألبومات غاون في كوريا الجنوبية والمرتبة 33 في بيلبورد 200.

## تعليقات النقاد
وصفت آبي أيتكين من كلاش الألبوم بأنه "توسع في عالم ايسبا من خلال تقديم البراعة الصوتية لإيسبا ويسلط الضوء على نوع موسيقى متعددة".

## الترويج
أطلقت الفرقة متجر مؤقت يسمى "أسبوع ايسبا؟ مدينة دراما؟" في سول، كوريا الجنوبية، من 10 إلى 26 نوفمبر للترويج للألبوم.